# 泥鬼
泥鬼是出自《聊齋誌異卷三·泥鬼》的妖怪，而「泥鬼」本身意思指泥娃娃。施公案禽畜告案也有「忽見東南狂風大作,旋風來了亂滾,垂看泥鬼打轉。传说也有鬼食泥，指遊魂野鬼沒有人為它燒香燭，就只能吃泥巴。清顧祿《桐橋倚棹錄》卷十一也有泥鬼。吳川泥塑除了稱「泥公仔」也被當地人俗稱「泥鬼」。清·纪昀《阅微草堂笔记》卷十四。也有城西土神祠泥鬼。

## 原文
余乡唐太史济武，数岁时，有表亲某，相携戏寺中。太史童年磊落， 胆即最豪。见庑中泥鬼，睁琉璃眼，甚光而巨；爱之，阴以指抉取， 怀之而归。既抵家，某暴病，不语移时。忽起，厉声曰：“何故掘我睛！”噪叫不休。众莫之知，太史始言所作。家人乃祝曰：“童子无知，戏伤尊目，行奉还也。”乃大言曰：“如此，我便当去。”言讫，仆地遂绝。良久而苏；问其所言，茫不自觉。乃送睛仍安鬼眶中。
异史氏曰：“登堂索睛，土偶何其灵也。顾太史抉睛，而何以迁怒于同游？盖以玉堂之贵，而且至性觥觥，观其上书北阙，拂袖南山，神且惮之，而况鬼乎？”
清顧祿《桐橋倚棹錄》卷十一曰:虎丘耍貨之“頭等泥貨在山門以內,其法始於宋時袁遇昌,專做泥美人、泥嬰孩及人物故事,以十六出為一堂,高只三五寸,彩畫鮮妍,備居人供神攢盆之用”;“他如泥神、泥佛、泥仙、泥鬼、泥花、泥樹、泥果、泥禽、泥獸、泥蟲、泥鱗